# Grästjärnen (Gustav Adolfs socken, Värmland, 666576-138401)
Grästjärnen är en sjö i Hagfors kommun i Värmland och ingår i Göta älvs huvudavrinningsområde.